# 안동 송소종택
안동 송소종택(安東 松巢宗宅)은 경상북도 안동시 와룡면 이상리에 있는 조선시대의 가옥이다. 1984년 12월 24일 대한민국의 국가민속문화재 제203호로 지정되었다.

## 개요
송소 권우(1552∼1590)의 후손들이 사는 종택으로 조선 후기에 지었다. 권우가 지은 저택이라고 전하였지만 안대청 대들보에 순조 24년(1824)에 다시 지었다는 기록이 발견되었다. 전형적인 재사(齋舍)의 형식을 지녔는데도 뒷산에 사당이 있는 이유는 이 집이 종가의 살림집으로 사용되었기 때문이다. 원래는 제사를 위한 정침이 마을 가운데에 있었는데, 이 종택이 지어진 후 어느 시기에 그 기능을 이곳으로 옮긴 듯하다. 이 집에 ‘이계재사록’이 전해 내려오는 것으로 보아 원래 집 이름이 ‘이계재사’였던 것으로 보인다.
一자형 안채와 ㄷ자형 아래채가 마주하며 튼 ㅁ자형을 이루었고 트인 부분은 담장을 쌓아서 막았다. 집 아래쪽에는 문중에서 지은 서당인 ‘이계서당’이 있다. 이러한 재사형 집을 종가로 사용하는 경우는 특별한 계기와 규범상의 문제가 있었을 것이라는 점에서 규명이 필요하다. 또한 집을 지을 당시의 용도가 주택이었는지 재사였는지 밝히는 연구가 좀 더 필요한 흥미있는 건물이다.

## 참고 자료
- 안동 송소종택 - 국가유산청 국가유산포털